# Охридська архієпархія
Архієпископія О́хрида, також знана як Болга́рська архієпископія О́хриди (болг. Българска Охридска архиепископия, мак. Охридска архиепископија), спочатку називалась Архієпископія Юстініа́ни-При́ми та всіє́ї Болга́рії (грец. ἀρχιεπίσκοπὴ τῆς Πρώτης Ἰουστινιανῆς καὶ πάσης Βουλγαρίας, трансліт. ἀrkhiepískopὴ tῆs Prótis Ἰoustinianῆs kaὶ pásis Voulgarías) — історична православна автокефальна помісна церква, з якої беруть свій початок Православна церква Болгарії, Православна церква Сербії та Православна церква Македонії. Існує теорія, що Охридська архієпископія брала участь у хрещенні Руси, а перші митрополити Київської церкви були саме з Охрида.

## Історія
На території сусідньої Північної Македонії та Болгарії християнство відомо ще із часів апостола Павла. З IV по VI ст. Охридська Церква поперемінно залежала то від Рима, то від Константинополя.
Наприкінці IX — на початку XI століть мала статус автокефалії — Охридська архієпископія-патріархія (Охридська патріархія; Архієпископія охридська Першого Юстиніана й вся Болгарий) із центром в Охриді й, можливо, брала участь у Хрещенні Київської Руси.
865 року, за болгарського царя Бориса, відбулось становлення церковної ієрархії.
За царя Симеона І 919 року на Помісному церковному соборі в Преславі, була проголошена автокефалія. Собор також заявив про зведення Болгарської церкви в ранг патріархату. В давньоруських та інших літописах ця церква згадувалась також як Преславська.
З 927 року — автокефальна церква (патріархат) з центром в Охриді. Цю церковну незалежність постійно заперечував Константинополь. Саме з Православної церкви Охриди прийшли до Києва перші митрополити, церковна організація та (за деякими даними) хрещення.
Після остаточного підкорення Болгарської держави в 1018 році Василь II, щоб підкреслити перемогу Візантії, заснував Охридське архієпископство, понизивши Болгарський патріархат до рангу архієпископства. Архієпископство залишалося автокефальною церквою, окремою від Константинопольського патріархату. Проте, хоча архієпископство було повністю незалежним у будь-якому іншому аспекті, його настоятель обирався імператором зі списку трьох кандидатів, поданих помісним церковним синодом. У трьох сигіліях, виданих у 1020 році, Василь II надав великі привілеї новому престолу.
Зі смертю князя Стреза (1215) Охрид втратив частину південні єпархії Меглена і Струмицю (позаяк саме князівство було поділене між Фессалоніки і Епір). Після того як Охрид потрапив до рук Епірський деспота Феодора знову розпочався період підйому, коли патріарх Константинополя спробував скасувати автокефалію, але деспот і архієпископ активно цьому противилися, і Охрид навіть вдалося повернути деякі єпархії (Скоп'є, Сер, Сервіс). У внутрішній боротьбі між грецькими та слов'янськими єпископами перемогу отримали слов'янські (як не дивно, за підтримки грека Феодора Комніна), які в підсумку вигнали греків і замістили їх новими слов'янськими єпископами.
У 14-му столітті церква починає поступово потрапляти під владу османів. На початку османи захоплюють Македонію, а в 1408 році й Охрид опиняється на їхній території.
На початку 15-го століття Софійська і Відінська єпархії були відторгнуті від Православної церкви Константинополя і передані Охридської. У середині століття Волоська і Молдавська церкви увійшли до складу архієпископії, а пізніше і православні громади Далматії та Італії. Не зважаючи на розширення османи завдавали церкви величезних збитків, руйнуючи країну і підриваючи владу архієпископа.
Крім того, активно проводилася ісламізація краю. Після відновлення Сербської патріархії 1557 року не тільки старі сербські єпархії увійшли до її складу, а й деякі споконвічно Охридське, наприклад Скоп'є, Мордозов, Разлогов.
До середини 18-го століття борги архієпископії були дуже великі. Патріарх Константинополя зміг переконати султана, що незалежні церкви серед нелояльних слов'ян шкідливі й небезпечні, та ще й не платоспроможні. Під тиском султана останній архієпископ 17 травня 1767 підписав акт про свою відставку, що означало кінець автокефалії.

## Сучасні церкви, що декларують наступництво Охридській архієпархії
- Македонська православна церква
- Болгарська православна церква